# Neoscona rapta
Neoscona rapta là một loài nhện trong họ Araneidae.
Loài này thuộc chi Neoscona. Neoscona rapta được Tord Tamerlan Teodor Thorell miêu tả năm 1899.